# Госпел
Го́спел (от англ. Gospel music — евангельская музыка) — жанр духовной христианской музыки, появившийся в конце XIX века и развившийся в первой трети XX века в США. Обычно различают афроамериканский («чёрный») госпел и евроамериканский («белый») госпел. Общим является то, что и тот, и другой родились в среде методистских церквей Американского Юга.

## История жанра

### Белый госпел
Белый госпел как жанр сугубо религиозной музыки развился в конце XIX века из смешения народных мелодий и христианских гимнов. Со временем госпел обрёл полноправную нишу на рынке музыкальной индустрии. Одними из первых успешных исполнителей госпела был коллектив Carter Family, чьи пластинки в 1920—1930 годах пользовались большой популярностью.

### Африканский госпел
Впервые термин «госпел» был использован Филиппом Блиссом в сборнике 1874 года «Песни госпел, избранное собрание гимнов и песен, старых и новых, для евангельских собраний, воскресных школ».
Жанр африканского госпела развился в 1930-е годы в афроамериканской церковной среде и продолжал традицию спиричуэлс. Основоположником жанра считается Чарльз Тиндли (ок. 1859—1933), методистский священник, писавший тексты и мелодии к ним.
Африканский госпел отличается живостью, иногда используются танцевальные ритмы. В нём больше спонтанных реплик, больше импровизации.
«Королевой жанра» заслуженно считается Махалия Джексон, которая единолично перенесла африканский госпел из церквей Чикаго на всемирное обозрение. Её последователями стали Марион Уильямс, Делла Риз (неоднократно попадавшая со своими хитами в американские чарты), Рути Фостер (которая сумела сочетать в своих альбомах кантри, госпел, блюз и рок-н-ролл) и многие другие исполнители.

### Госпел в популярной сценической музыке
В популярной музыке госпел исполнялся также такими исполнителями, как Рэй Чарльз, Элвис Пресли, Литл Ричард, Джонни Кэш, Уитни Хьюстон, Мэрайя Кэри, Луи Армстронг.

## Избранные примеры музыки жанра госпел
Библиотека Конгресса США, 1943 год
| Oh Jonah!                              |
|                                        |
| Исполнение: the Golden Jubilee Quartet |

| My Lord Is Writin'                    |
|                                       |
| Исполнение: the Cochran Field Singers |

| Death is an Awful Thing            |
|                                    |
| Исполнение: Middle Georgia Singers |

| We are Americans, Praise the Lord                                                                                                   |
| |
| Исполнение: Bertha Houston and her congregation. Также включает в себя несколько строк, относящихся к периоду Второй мировой войны. |

| Death Come a-Knockin'          |
|                                |
| Исполнение: The Four Brothers. |

| John the Revelator                                                                               |
|                                                                                                  |
| Исполнение: the Spiritual Four Quartet: Edward Bond, Cleve Parker, James Bond, and Elwood Gaines |

### Профессиональные организации
- Firebird Arts Alliance. Архивировано из оригинала 9 октября 2016 года.
- Gospel Music Association — Все формы и разновидности жанра госпел
- Pacific Gospel Music Association — Основной источник информации по южному (негритянскому) госпелу
- Southern Gospel Music Association — Источник информации по южному (негритянскому) госпелу
- Gospel Wire — Урбан контемпорари госпел (современный городской госпел; белый госпел)
- Gospel News Today — Новости жанра госпел

### Внешние медиа
- Black Family Channel
- Bobby Jones Gospel
- Gospel Music Channel
- The Inspirational Network
- Christian Broadcasting Network
- Trinity Broadcasting Network